# Michael Ballack
Michael Ballack (født 26. september 1976 i Görlitz) er en tysk tidligere fodboldspiller, der gennem karrieren blandt andet spillede for Bayer Leverkusen, Bayern München og Chelsea.
Ballack begyndte med fodbold hos BSG Karl-Marx Stadt, og fik i 1995 sin første professionelle kontrakt hos Chemnitzer FC (dengang 2. Bundesliga). I 1997 skiftede han til 1. FC Kaiserslautern (hvor han blev mester i sin første sæson), hvorfra han skiftede til Bayer 04 Leverkusen i 1999. Her spillede han indtil sommeren 2002, hvor han skiftede til de tyske rekordmestre Bayern München. Fra 2006 til 2010 spillede han hos engelske Chelsea F.C., hvorefter han på fri transfer skiftede tilbage til Bayer Leverkusen.
Han har været anfører for det tyske landshold (Nationalmannschaft) siden 2004 og har (pr. august 2010) spillet 98 landskampe og scoret 42 mål. Ballack har trøjenummer 13 som kendetegn både i klubben og på landsholdet. Han er desuden udnævnt til Årets fodboldspiller i Tyskland i både år 2002, 2003 og senest i 2005.
Han har i sin karriere som fodboldspiller spillet i fire store finaler (UEFA Champions League 01-02 og 07-08, VM i fodbold 2002 og Europamesterskabet i fodbold 2008), men har altid været med det tabende hold, og har således ikke vundet en betydende international titel.